# Olifantengeweer

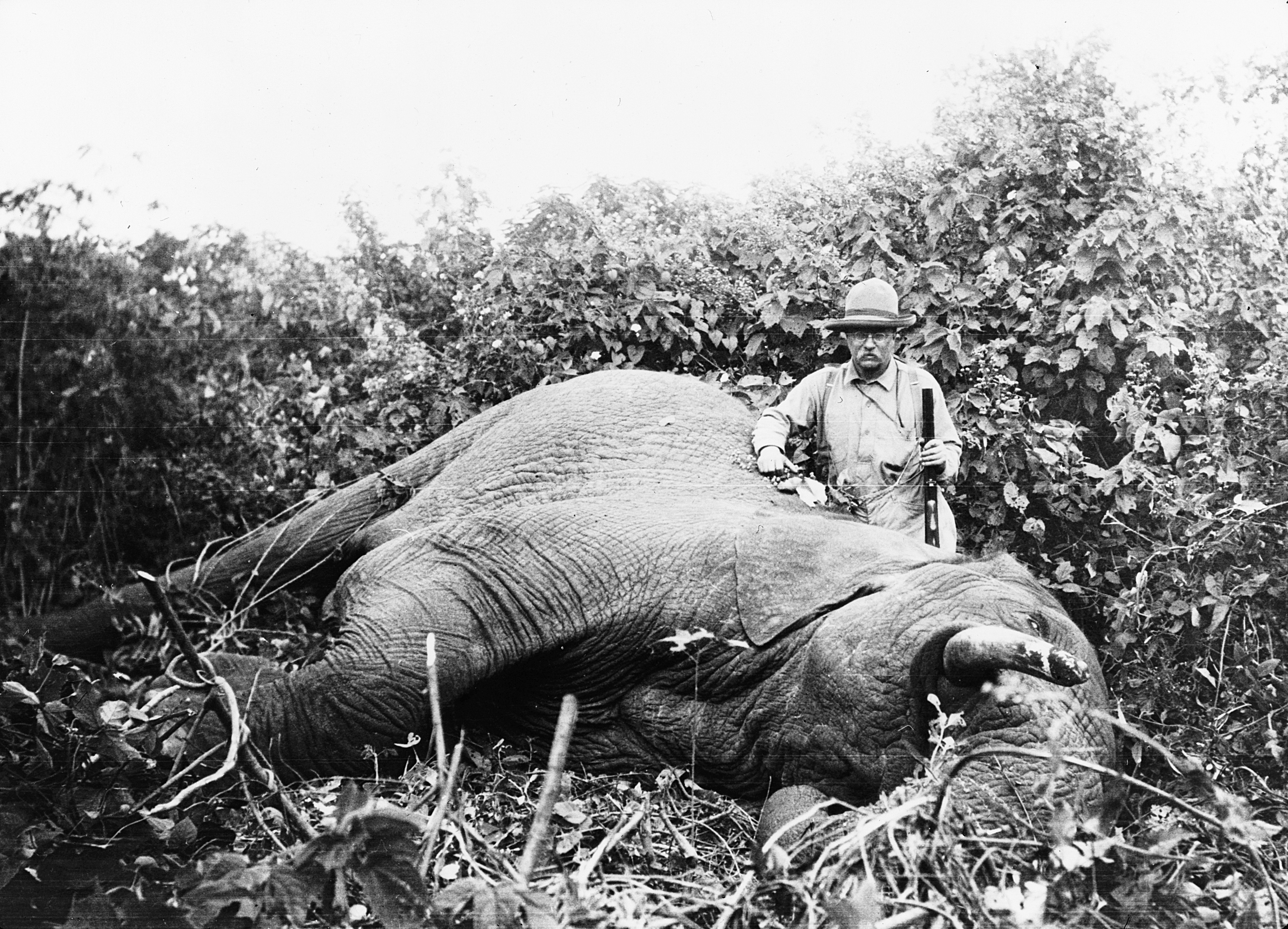
Theodore Roosevelt met een olifantengeweer, circa 1910

Een olifantengeweer is een groot kaliber jacht-kogelgeweer, dat zo genoemd werd omdat het ontwikkeld was voor de jacht op olifanten en ander groot en gevaarlijk wild.
Vanaf circa 1880-1895, waren dit geweren van zeer groot kaliber voor patronen met zwart kruit en projectielen vanaf 113 gram. De bekendste fabrikant van olifantengeweren was de in Londen gevestigde Britse firma Holland & Holland. 
Door de ontwikkeling van rookzwak kruit, zoals bijvoorbeeld cordiet, konden de projectielen een veel grotere mondingssnelheid bereiken, waardoor de behoefte aan zulke grote kalibers afnam en kleinere kalibers (9,3 - 9,6 mm) rond het jaar 1900 normaal werden.